# Liste der Landesamtsdirektoren der Steiermark

Das Wappen des Landes Steiermark

Die Funktion des Landesamtsdirektors als oberster Beamter einer Landesregierung in Österreich wurde mit dem Bundesverfassungsgesetz vom 30. Juli 1925 betreffend Grundsätze für die Einrichtung und Geschäftsführung der Ämter der Landesregierungen außer Wien geschaffen und muss gem. § 106 Bundes-Verfassungsgesetz von einem rechtskundigen Beamten ausgeübt werden.
In der Steiermark trug der Landesamtsdirektor zwischen 1938 und 1945 die Bezeichnung „Landesregierungsdirektor“ und von 1956 bis 1994 den Titel „Landesamtspräsident“. Zusätzlich trägt der Landesamtsdirektor auch den Amtstitel Hofrat.
Sein Amtssitz befindet sich in der Grazer Burg.

## Erste Republik
- 1925–1930: Josef Stepantschitz (1873–1930)
- 1930–1933: August Gstettenhofer (1881–1933)
- 1933–1935: Nikolaus Pfusterschmid-Hardtenstein (1875–1958)
- 1935–1938: Ludwig Koban (1881–1956)

## Zeit des Nationalsozialismus
- 1938–1939: Franz Fina
- 1939–1944: Otto Müller-Haccius (1895–1988)
- 1944–1945: nicht besetzt

## Zweite Republik
- 1945–1950: Ludwig Koban (1881–1956)
- 1950–1955: Othmar Crusiz (1890–1966)
- 1956–1961: Karl Angerer (?–1967)
- 1962–1963: Karl Pestemer (1898–1984)
- 1964–1971: Franz Junger (?–1989)
- 1972–1973: Franz Morokutti (1908–1979)
- 1974–1994: Alfons Tropper (1929–2000)
- 1994–1998: Gerold Ortner (1936–2023)[1][2]
- 1998–2006: Gerhart Wielinger (* 1941)
- 2007–2010: Gerhard Ofner (* 1946)
- 2010–2020: Helmut Hirt (* 1958)
- seit 2020: Brigitte Scherz-Schaar (* 1966)